# Médiation familiale binationale en Europe
MFBE est le sigle de l'association  qui met en place et promeut la Médiation Familiale Binationale en Europe. 
Les médiateurs franco-allemands de la MFBE proposent depuis 2004 la médiation binationale aux familles "franco-allemandes" en conflit. Son siège est actuellement fixé à la Maison des Associations, place des Orphelins à 67000 Strasbourg.